# 古德蘭 (佛羅里達州)
古德蘭（英語：Goodland）是位於美國佛羅里達州科利爾縣的一個人口普查指定地區。

## 地理
古德蘭的座標為24°55′28″N 81°38′49″W / 24.92444°N 81.64694°W，而該地最高點為海拔高度2米（即7英尺）。

## 人口
根據2010年美國人口普查的數據，古德蘭的面積為0.90平方千米，當中陸地面積為0.40平方千米，而水域面積為0.50平方千米。當地共有人口267人，而人口密度為每平方千米296人。